# フェスティナ

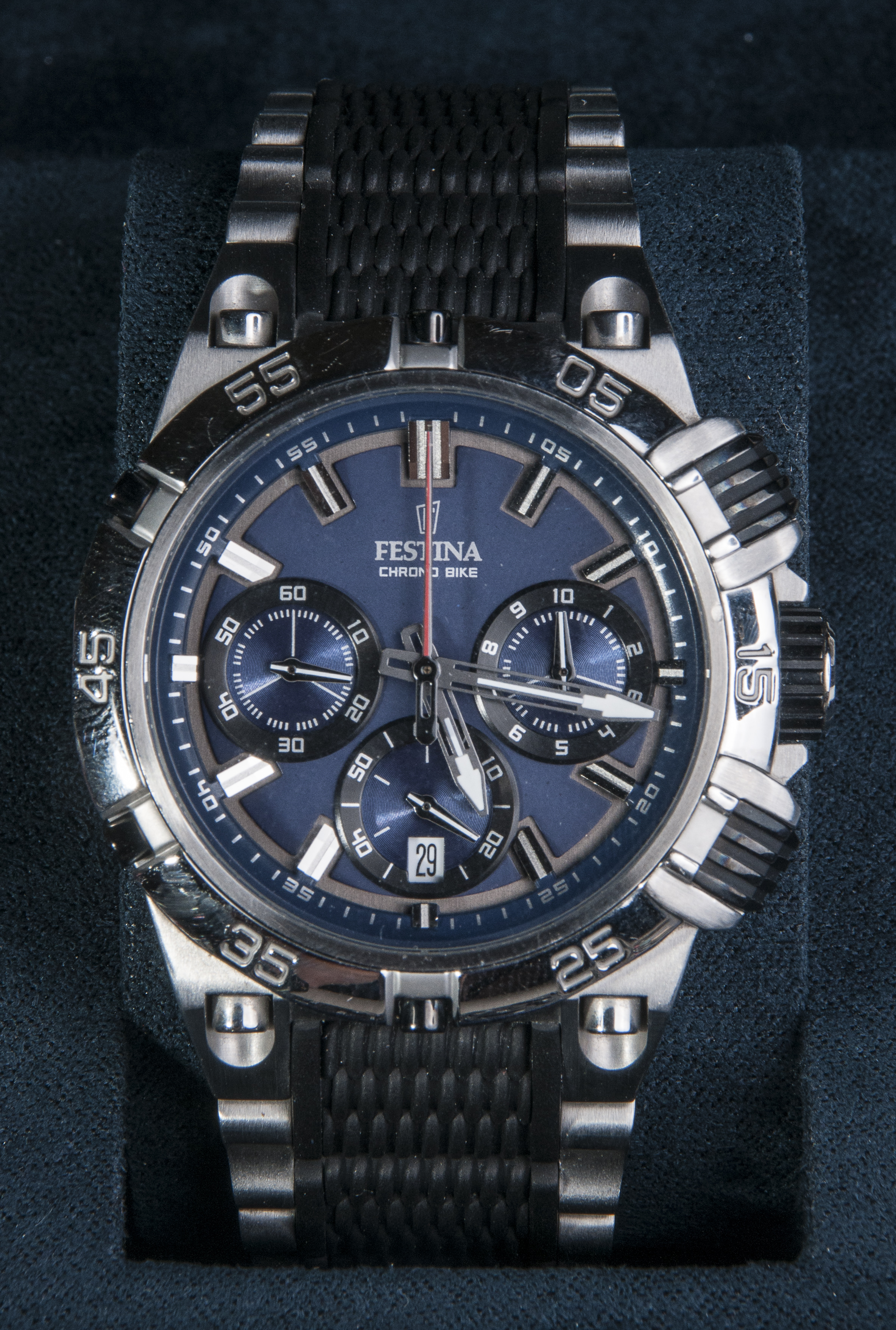
フェスティナ ツール・ド・フランス 2014

フェスティナ（英称：Festina）は、スペインの時計メーカー。

## 概要
1902年にスイスのラショードフォン市にあるスチューディ家によって創業された。
1935年、創業者はブランドを実業家のウィリー・バークハルト・フォン・ヴィルヘルムに伝えた。第二次世界大戦中、同社はスペインのバルセロナでアドルフ・ホフマンの大勢で設立された。
1975年 スペインとイタリアの市場で大きな存在感を持っていた起業家のGeorges Uhlmannが会社を買収した。
1984年 ミゲルロドリゲスドミンゲスは、フェスティナブランドと彼のすべての権利を取得した。
サイクルロードレースとの関わり
- 1990年より自社が第二スポンサーとして「ロータス・フェスティナ」チームを設立した。1993年からはフェスティナが第一スポンサーとなって「フェスティナ・ロータス」として活動した。
チームはツール・ド・フランスの山岳賞を在籍中に4年連続4回獲得したリシャール・ヴィランクや1997年の世界選手権ロードレースの男子エリート部門で優勝したローラン・ブロシャール等を擁した強豪として知られた。
しかし、1998年のツール・ド・フランス期間中にチーム主導による組織的なドーピングである通称「フェスティナ事件」が発覚した。主催者はフェスティナをレースからの追放処分とし、監督以下10名近くがフランス警察に逮捕される事態となった。
事件後もチームは存続したが、2001年シーズンをもって解散した。

- ツール・ド・フランスのオフィシャルタイムキーパーを務めていた。

## フェスティナ・グループ
フェスティナ・グループのグループ本社はバルセロナにあり、グループが所有する主要な生産センターはスイスとスペインに存在する。

### 子会社
- フェスティナ
- カンディノ
- ジャガー
- ペルレ
- Soprod - スイス製の機械式およびクォーツ時計ムーブメントを生産する。
- カリプソ
- クロナビー